# Gonzalo Cardona Molina
Gonzalo Cardona Molina (nascut a Roncesvalles, Tolima, Colòmbia) va ser un líder ambientalista colombià, conegut com el Guardià del Lloro d'orelles grogues (Ognorhynchus icterotis). Va treballar com a coordinador de la Reserva Nacional d'Aus Lloros Andins. Va ser assassinat entre el 8 i el 10 de gener de 2021 al departament de Valle del Cauca, Colòmbia.
Gonzalo Cardona Molina va treballar amb la Fundació ProAves des dels seus inicis l'any 1998, com a guardabosc i coordinador de les seves reserves Lloros Andins, RNA Giles-fuertesi i RNA Lloro Coroniazul. Va treballar en programes de conservació durant 23 anys amb algunes de les espècies més amenaçades del món. Durant aquest període, el grau d'amenaça del Lloro d'Orelles Grogues va baixar de categoria de CR (Perill Crític) a EN (En Perill), en gran part gràcies al treball de Gonzalo. Gonzalo va ser reconegut com la persona que més sàvia del lloro d'orelles grogues al món. El seu somni sempre va ser salvar a l'espècie de l'extinció. Només n'hi havia 80 quan Gonzalo va començar a treballar, i l'any 2021 la seva població supera els 2.600 individus. Conservacionista molt entusiasta, durant els seus anys de treball amb ProAves, va ajudar en expedicions, censos i monitoreigs. En les seves pròpies paraules: "Si nosaltres no cuidem el planeta, s'acabarà, així que hem de tenir un sentit de pertinença i començar a voler i treballar per la conservació, que és el més bonic”.

## Assassinat
La Fundació ProAves va reportar la desaparició de Cardona Molina el dia 8 de gener del 2021, i el seu cos va ser trobat tres dies més tard. No es va registrar cap amenaça abans de la seva desaparició. Va ser vist per última vegada a La Unión, en el departament de la Vall del Cauca. Van trobar el seu cos el matí de l'11 de gener al municipi de Sevilla, Valle del Cauca. El secretari d'Interior Alexander Tovar va afirmar que va ser assassinat. Va ser el primer líder ambiental assassinat a Colòmbia l'any 2021, segons la fundació Indepaz.